# Мицко Романов
Димитър (Митко, Мицо, Мицко) Георгиев Романов е български общественик и революционер, деец на Вътрешната македоно-одринска революционна организация и Вътрешната македонска революционна организация.

## Биография
Мицко Романов е роден в 1879 година в леринското село Горно Върбени, тогава в Османската империя. В 1900 година е заклет във ВМОРО от войводата Марко Лерински. През лятото на 1903 година участва в Илинденско-Преображенското въстание като старши в четата на войводата Пандил Шишков. Заловен е от властите. Според османските документи Миче Георги е българин, православен, обвинен в „разбунтуване, присъединявайки се към българската бунтовническа организация“. Осъден е от Извънредния съд на 5 години каторга и лежи в Битолския затвор. Амнистиран е с общата амнистия от 12 април 1904 година.
В 1905 година по Мраморската афера отново е арестуван и тормозен от властите.
В 1906 година заминава за Америка, където заедно с Жеко Банев, бивш учител в Горно Върбени, създава организации в няколко щата. До 1912 година е председател на организацията в Индианаполис.
При избухването на Балканската война в 1912 година се връща от Америка през Гърция и се записва доброволец в Македоно-одринското опълчение в четата на Пандил Шишков, с която се сражава из Леринско. Прогонен от новите гръцки власти, се установява в Битоля, но в 1913 година новите сръбски власти там го арестуват. След два месеца е освободен и в 1914 година прогонен от страната, но той остава нелегален в Мариово. В 1915 година се среща с четата на Пандил Шишков в Будимирци. През Първата световна война Георги Попхристов го командирова за свръзка при германските части. След края на войната в 1918 година отстъпва с българските войски.
Участва във възстановяването на ВМРО в 1919 година. Връща се нелегален в Македония, но е арестуван в Прилеп. След 1 година затвор е освободен. В 1925 година е арестуван с много други дейци по Бачката афера, свързана със заминаването на Георги Попхристов за Албания. След пет месеца е амнистиран. В 1926 година организира убийството на сърбоманина журналист Спас Спас Хаджипопович. Заради това през декември 1927 година е осъден от сръбските власти на 5 години строг тъмничен затвор във вериги, които излежава докрай.
След разгрома на Югославия и Гърция от Германия и частичното освобождение на Македония в 1941 година Лазар Гошев се установява в освободена Битоля, където изгражда Временен лерински акционен комитет. Мицко Романов става председател на комитета, а Гошев – негов секретар.
На 10 април 1943 година, като жител на Битоля, подава молба за българска народна пенсия, която е одобрена и пенсията е отпусната от Министерския съвет на Царство България.
Мицко Романов умира в 1965 година.